# Kastulus Bader
Kastulus Johann Bader (* 26. Juni 1940; † 19. Januar 2022) war ein deutscher Unternehmer.

## Werdegang
Nach Diplom als Ingenieur an einer Fachhochschule trat Bader im Alter von 23 Jahren in den elterlichen Betrieb, die Ziegelwerke Leipfinger-Bader in Vatersdorf, ein. In den folgenden Jahren entwickelte er das Unternehmen zu einem der führenden Ziegelhersteller in Süddeutschland. Mit dem Ankauf des Ziegelwerks in Puttenhausen im Juni 1983 wurde die Produktion auf zwei Standorte ausgeweitet. 2007 wurde eine Fertigungsanlage für die Verfüllung von Unipor-Ziegeln errichtet.
In mehreren berufsständischen Verbänden stand er in leitender Position: Von 1976 an war er 36 Jahre lang Vorstandsvorsitzender der bundesweit tätigen Unipor-Ziegel-Gruppe. Zudem war er als Präsident des Bayerischen Ziegelindustrieverbandes und Vizepräsident im Bundesverband der Deutschen Ziegelindustrie tätig. Kastulus Bader legte diese Ämter 2012 im Alter von 72 Jahren nieder.
Gemeinsam mit seiner Frau Elfriede Bader-Nusser gründete er im Frühjahr 2010 die Kastulus-Bader-Stiftung zur Förderung von Naturschutz, Jugend- und Altenhilfe, Kunst und Kultur, Brauchtum sowie Wissenschaft, Forschung und Bildung.

## Ehrungen
- 18. März 1998: Verdienstkreuz am Bande der Bundesrepublik Deutschland
- 2003: Bayerische Staatsmedaille für besondere Verdienste um die bayerische Wirtschaft
- 2011: Verdienstkreuz 1. Klasse der Bundesrepublik Deutschland[2]